# Paul Günther Lorentz
Paul Günther Lorentz, född 30 augusti 1835, död 6 oktober 1881, var en tysk botaniker.
Lorentz, som blev docent i München 1860, var professor i botanik vid universitetet i Córdoba, Argentina 1870-74 och 1875-81 vid Collegio nacional del Uruguay. Han utgav ett flertal större arbeten över mossor och företog resor i bryologiskt syfte över stora delar av Europa, år 1868 besökte han Sverige och Norge. Lorentz företog även växtgeografiska forskningsfärder i Argentina och Uruguay. Hans argentinska samlingar beskrevs av August Grisebach.